# Hogebeintumermolen
Hogebeintumermolen – wiatrak w miejscowości Hogebeintum, w gminie Ferwerderadeel, w prowincji Fryzja, w Holandii. Młyn wzniesiono w 1860 r. Pracował do 1973 r. Był on restaurowany w roku 1977. Posiada on dwa piętra, przy czym powstał na jednopiętrowej bazie. Jego śmigła mają rozpiętość 15,70 m. Wiatrak służył głównie do pompowania wody za pomocą śruby Archimedesa.